# 阿图尔·奥莱赫
阿图尔·奥莱赫（波蘭語：Artur Olech，1940年6月22日—2010年8月12日），波兰前男子拳击运动员。他曾代表波兰参加1964年和1968年夏季奥林匹克运动会拳击比赛，获得二枚银牌。